# Самоткань (село)
Самотка́нь — село в Україні, у Кам'янському районі Дніпропетровської області. Населення за переписом 2001 року складало 37 осіб. Входить до складу Верхньодніпровської міської громади.

## Географія
Село Самоткань знаходиться на правому березі річки Самоткань, вище за течією примикає село Богодарівка, нижче за течією на відстані 0,5 км розташоване село Тарасівка, на протилежному березі — село Підлужжя.

## Населення

### Мова
Розподіл населення за рідною мовою за даними перепису 2001 року:
| Мова       | Відсоток |
| ---------- | -------- |
| українська | 97,3 %   |
| російська  | 2,7 %    |